# Serie A2 2010-2011 (pallamano femminile)
La Serie A2 2010-2011 è la 42ª edizione della seconda serie del Campionato italiano di pallamano femminile.

## Formula
La Serie A2 è composta da tre gironi; al termine della stagione regolare le prime classificate di ciascun gruppo saranno promosse in serie A1 mentre le ultime saranno retrocesse in serie B.

## Classifiche

### Girone A
|          |     | Classifica girone A          | Pt | G  | V  | N | P  | GF  | GS  |
| -------- | --- | ---------------------------- | -- | -- | -- | - | -- | --- | --- |
|          | 1.  | Dossobuono                   | 45 | 19 | 15 | 0 | 4  | 617 | 505 |
|          | 2.  | Mestrino Valle Autotrasporti | 42 | 19 | 14 | 0 | 5  | 581 | 487 |
|          | 3.  | Leonoessa Brescia            | 42 | 19 | 14 | 0 | 5  | 545 | 494 |
|          | 4.  | Cassano Magnago              | 39 | 19 | 13 | 0 | 6  | 537 | 471 |
| Pen. 5pt | 5.  | Ariosto Ferrara              | 37 | 19 | 14 | 0 | 5  | 542 | 471 |
|          | 6.  | Casalgrande Padana           | 33 | 20 | 11 | 0 | 9  | 570 | 578 |
|          | 7.  | Malo                         | 21 | 19 | 7  | 0 | 12 | 455 | 483 |
|          | 8.  | Schenna                      | 18 | 19 | 6  | 0 | 13 | 463 | 528 |
|          | 9.  | Taufers                      | 15 | 19 | 5  | 0 | 14 | 446 | 511 |
|          | 10. | Metallsider Mezzocorona      | 12 | 19 | 4  | 0 | 15 | 436 | 559 |
|          | 11. | Blu Oderzo                   | 6  | 19 | 2  | 0 | 17 | 483 | 588 |

### Girone B
|          |    | Classifica girone B      | Pt | G  | V  | N | P  | GF  | GS  |
| -------- | -- | ------------------------ | -- | -- | -- | - | -- | --- | --- |
|          | 1. | Gruppo Principe Badolato | 36 | 13 | 12 | 0 | 1  | 448 | 355 |
|          | 2. | Sassari                  | 33 | 13 | 11 | 0 | 2  | 429 | 290 |
| Pen. 5pt | 3. | Euromed Mugello          | 22 | 13 | 9  | 0 | 4  | 362 | 320 |
|          | 4. | Lombardi Ecologia        | 18 | 13 | 6  | 0 | 7  | 350 | 342 |
|          | 5. | Cava Rossetti Cingoli    | 15 | 14 | 5  | 0 | 9  | 361 | 410 |
|          | 6. | Cassa Rurale Pontina     | 12 | 13 | 4  | 0 | 9  | 328 | 362 |
|          | 7. | Flavioni                 | 12 | 13 | 4  | 0 | 9  | 277 | 345 |
|          | 8. | Atellana                 | 6  | 14 | 2  | 0 | 12 | 336 | 467 |
|          | 9. | Tiger Fondi              | 0  | 0  | 0  | 0 | 0  | 0   | 0   |

### Girone C
|           |    | Classifica girone C    | Pt | G  | V  | N | P  | GF  | GS  |
| --------- | -- | ---------------------- | -- | -- | -- | - | -- | --- | --- |
|           | 1. | Floridia               | 45 | 15 | 15 | 0 | 0  | 481 | 330 |
|           | 2. | Domenico Scina Palermo | 33 | 15 | 11 | 0 | 4  | 527 | 398 |
|           | 3. | Roselle Hybla Mayor    | 33 | 15 | 11 | 0 | 4  | 412 | 354 |
| Pen. 5pt  | 4. | Puntese                | 25 | 15 | 10 | 0 | 5  | 462 | 394 |
|           | 5. | Città di Regalbuto     | 21 | 15 | 7  | 0 | 8  | 411 | 419 |
|           | 6. | Guidotto Licata        | 18 | 16 | 6  | 0 | 10 | 347 | 394 |
|           | 7. | Don Luigi Sturzo       | 12 | 15 | 4  | 0 | 11 | 407 | 489 |
| Pen. 5pt  | 8. | 4 Enna                 | 7  | 15 | 4  | 0 | 11 | 329 | 365 |
| Pen. 5 pt | 9. | Acireale               | -5 | 15 | 0  | 0 | 15 | 191 | 424 |